# Yuka Yoshida
Pour les articles homonymes, voir Yoshida.
Yuka Yoshida (吉田 友佳, Yoshida Yuka, née le 1er avril 1976 à Tottori) est une joueuse de tennis japonaise, professionnelle d'avril 1994 à 2005.
En junior, elle a joué les finales de simple et double dames à l'US Open.
Elle a atteint le 52e rang mondial en simple le 8 septembre 1997 et le 51e en double le 3 mai 1999.
Pendant sa carrière, elle a gagné trois tournois WTA en double dames, tous aux côtés de sa compatriote Miho Saeki. En simple, elle a atteint une seule finale WTA, qu'elle a perdue contre sa compatriote Naoko Sawamatsu.
Membre de l'équipe du Japon de Fed Cup, elle a joué 15 matchs dans cette compétition entre 1998 et 2004.
Après sa carrière sportive, elle a commenté des matchs à la télévision japonaise et a été capitaine de l'équipe japonaise de Fed Cup de 2013 à 2015.

## Palmarès

### Titre en simple dames
Aucun

### Finale en simple dames
| No | Date       | Nom et lieu du tournoi | Catégorie | Dotation  | Surface    | Vainqueure      | Score    |          |
| -- | ---------- | ---------------------- | --------- | --------- | ---------- | --------------- | -------- | -------- |
| 1  | 21/04/1997 | Danamon Open, Jakarta  | Tier IV   | 107 500 $ | Dur (ext.) | Naoko Sawamatsu | 6-3, 6-2 | Parcours |

### Titres en double dames
| No | Date       | Nom et lieu du tournoi                 | Catégorie | Dotation  | Surface    | Partenaire | Finalistes                     | Score         |          |
| -- | ---------- | -------------------------------------- | --------- | --------- | ---------- | ---------- | ------------------------------ | ------------- | -------- |
| 1  | 10/04/1995 | Japan Open Tokyo                       | Tier III  | 161 250 $ | Dur (ext.) | Miho Saeki | Kyoko Nagatsuka Ai Sugiyama    | 6-7, 6-4, 7-6 | Parcours |
| 2  | 18/11/1996 | Volvo Women’s Open Pattaya             | Tier IV   | 107 500 $ | Dur (ext.) | Miho Saeki | Tina Križan Nana Miyagi        | 6-2, 6-3      | Parcours |
| 3  | 14/02/2005 | M. Keegan & Cellular South Cup Memphis | Tier III  | 170 000 $ | Dur (int.) | Miho Saeki | Laura Granville Abigail Spears | 6-3, 6-4      | Parcours |

### Finales en double dames
| No | Date       | Nom et lieu du tournoi              | Catégorie | Dotation  | Surface    | Vainqueures                      | Partenaire      | Score         |          |
| -- | ---------- | ----------------------------------- | --------- | --------- | ---------- | -------------------------------- | --------------- | ------------- | -------- |
| 1  | 21/04/1997 | Danamon Open Jakarta                | Tier IV   | 107 500 $ | Dur (ext.) | Kerry-Anne Guse Kristine Radford | Lenka Němečková | 6-4, 5-7, 7-5 | Parcours |
| 2  | 08/11/1999 | Wismilak International Kuala Lumpur | Tier III  | 180 000 $ | Dur (ext.) | Jelena Kostanić Tina Pisnik      | Rika Hiraki     | 3-6, 6-2, 6-4 | Parcours |

## Parcours en Grand Chelem

### En simple dames
| Année | Open d'Australie | Open d'Australie  | Internationaux de France | Internationaux de France | Wimbledon       | Wimbledon         | US Open         | US Open        |
| ----- | ---------------- | ----------------- | ------------------------ | ------------------------ | --------------- | ----------------- | --------------- | -------------- |
| 1995  | 1er tour (1/64)  | Lisa Raymond      | -                        | -                        | -               | -                 | -               | -              |
| 1997  | 2e tour (1/32)   | Dominique Monami  | 2e tour (1/32)           | Kimberly Po              | 2e tour (1/32)  | Conchita Martínez | 2e tour (1/32)  | Patty Schnyder |
| 1998  | 2e tour (1/32)   | Elena Likhovtseva | 1er tour (1/64)          | Meike Babel              | 1er tour (1/64) | Elena Likhovtseva | 1er tour (1/64) | Patty Schnyder |
| 1999  | 1er tour (1/64)  | Maureen Drake     | -                        | -                        | -               | -                 | -               | -              |
| 2000  | -                | -                 | -                        | -                        | 1er tour (1/64) | Ai Sugiyama       | -               | -              |

À droite du résultat, l’ultime adversaire.

### En double dames
| Année | Open d'Australie           | Open d'Australie          | Internationaux de France    | Internationaux de France  | Wimbledon                     | Wimbledon                  | US Open                      | US Open                  |
| ----- | -------------------------- | ------------------------- | --------------------------- | ------------------------- | ----------------------------- | -------------------------- | ---------------------------- | ------------------------ |
| 1995  | -                          | -                         | 1er tour (1/32) Miho Saeki  | G. Fernández N. Zvereva   | -                             | -                          | -                            | -                        |
| 1996  | 2e tour (1/16) Miho Saeki  | Yayuk Basuki Caroline Vis | -                           | -                         | 1er tour (1/32) N. Kijimuta   | L. Davenport MJ Fernández  | 1er tour (1/32) Miho Saeki   | Jana Novotná A. Sánchez  |
| 1997  | 1er tour (1/32) Miho Saeki | P. Langrová L. Němečková  | 2e tour (1/16) Miho Saeki   | MJ Fernández Lisa Raymond | 2e tour (1/16) Miho Saeki     | Chanda Rubin B. Schultz    | 1er tour (1/32) Miho Saeki   | Katrina Adams K. Boogert |
| 1998  | 1er tour (1/32) Miho Saeki | M. Hingis Mirjana Lučić   | 1er tour (1/32) Miho Saeki  | Likhovtseva Ai Sugiyama   | 1er tour (1/32) Virag Csurgo  | A. Fusai N. Tauziat        | 1/4 de finale Miho Saeki     | L. Davenport N. Zvereva  |
| 1999  | 1er tour (1/32) Miho Saeki | S. Appelmans M. Oremans   | 2e tour (1/16) Miho Saeki   | A. Fusai N. Tauziat       | 1er tour (1/32) Kim Eun-Ha    | Julia Abe Nadia Petrova    | 1er tour (1/32) Miho Saeki   | S. Williams V. Williams  |
| 2000  | 1er tour (1/32) Sh. Asagoe | Åsa Svensson Émilie Loit  | 1er tour (1/32) Rika Hiraki | C. Barclay Vanessa Webb   | 1er tour (1/32) M. Grzybowska | J. Capriati Jelena Dokić   | 1er tour (1/32) Julie Pullin | Jelena Dokić A. Hopmans  |
| 2001  | 3e tour (1/8) Sh. Asagoe   | A. Kournikova B. Schett   | 1er tour (1/32) Sh. Asagoe  | Anke Huber B. Schett      | 1er tour (1/32) Sh. Asagoe    | Lisa Raymond Rennae Stubbs | 1er tour (1/32) Sh. Asagoe   | Dája Bedáňová M. Salerni |
| 2004  | -                          | -                         | -                           | -                         | 1er tour (1/32) Jeon Mi-ra    | E. Gagliardi Roberta Vinci | -                            | -                        |

Sous le résultat, la partenaire ; à droite, l’ultime équipe adverse.

## Parcours en Fed Cup
| #                                                                  | Date       | Lieu      | Surface      | Gagnante(s)                         | Perdante(s)               | Score          |          |
|                                                                    |            |           |              |                                     |                           |                |          |
| 1998 - 1/4 de finale (groupe mondial II) - Croatie - Japon - 4 : 1 |            |           |              |                                     |                           |                |          |
| 1                                                                  | 25/04/1998 | Dubrovnik | Terre (ext.) | Iva Majoli                          | Yuka Yoshida              | 6-2, 6-2       | Parcours |
| 1                                                                  | 25/04/1998 | Dubrovnik | Terre (ext.) | Mirjana Lučić                       | Yuka Yoshida              | 6-1, 6-2       | Parcours |
|                                                                    |            |           |              |                                     |                           |                |          |
| 1999 - Barrage (groupe mondial II) - Biélorussie - Japon - 2 : 0   |            |           |              |                                     |                           |                |          |
| 2                                                                  | 23/07/1999 | Amsterdam | Dur (ext.)   | Olga Barabanschikova                | Yuka Yoshida              | 6-4, 5-7, 10-8 | Parcours |
|                                                                    |            |           |              |                                     |                           |                |          |
| 2001 - 1er tour (groupe mondial) - Japon - Argentine - 1 : 4       |            |           |              |                                     |                           |                |          |
| 3                                                                  | 28/04/2001 | Tokyo     | Dur (int.)   | María Emilia Salerni                | Yuka Yoshida              | 7-5, 6-0       | Parcours |
| 3                                                                  | 28/04/2001 | Tokyo     | Dur (int.)   | Laura Montalvo María Emilia Salerni | Rika Hiraki Yuka Yoshida  | 6-4, 6-4       | Parcours |
|                                                                    |            |           |              |                                     |                           |                |          |
| 2001 - Barrage (groupe mondial I) - Suède - Japon - 3 : 2          |            |           |              |                                     |                           |                |          |
| 4                                                                  | 21/07/2001 |           | Terre (ext.) | Rika Hiraki Yuka Yoshida            | Åsa Svensson Diana Majkic | 6-3, 6-1       | Parcours |
|                                                                    |            |           |              |                                     |                           |                |          |
| 2004 - Barrage (groupe mondial I) - Bulgarie - Japon - 2 : 3       |            |           |              |                                     |                           |                |          |
| 5                                                                  | 10/07/2004 | Plovdiv   | Terre (ext.) | Tsvetana Pironkova                  | Yuka Yoshida              | 6-1, 6-3       | Parcours |

## Classements WTA en fin de saison

### En simple
| Année | 1993 | 1994 | 1995 | 1996 | 1997 | 1998 | 1999 | 2000 | 2001 | 2002 | 2003 | 2004 | 2005 |
| Rang  | 346  | 208  | 202  | 102  | 69   | 103  | 143  | 126  | 226  | 225  | 137  | 159  | 266  |

source : (en) « Classements de Yuka Yoshida », sur le site officiel du WTA Tour

### En double
| Année | 1993 | 1994 | 1995 | 1996 | 1997 | 1998 | 1999 | 2000 | 2001 | 2002 | 2003 | 2004 | 2005 |
| Rang  | 221  | 216  | 93   | 92   | 83   | 60   | 61   | 93   | 101  | 198  | 194  | 228  | 189  |

source : (en) « Classements de Yuka Yoshida », sur le site officiel du WTA Tour